# Pantelimon Erhan
Pantelimon Erhan (în rusă Пантелеймон Васильевич Ерхан; n. 1884, Tănătari – d. 1971, București) a fost un politician român basarabean, liderul primului guvern al Republicii Democratice Moldovenești autonome în componența Rusiei.

## Biografie
Este absolvent al Seminarului Teologic din Chișinău și Facultății de Litere din Sankt Petersburg, devine profesor la Liceul Principilor din capitala Imperiului Țarist și asisten universitar, după Revoluția Rusă din 1917 devine director de liceu. Se întoarce, la îndemnul președintelui Guvernului Provizoriu Al. Kerenski, în Basarabia, impreună cu Ion C. Inculeț și un grup de activiști revoluționari ce trebuiau să facă agitație în favoarea revoluției ruse din februarie 1917.
Membru al Partidului Socialist-Revoluționar. În Sfatul Țării a fost ales de Sovietul Gubernial al Țăranilor și a aderat la Fracțiunea Țărănească.
În urma răsturnării Guvernului Provizoriu de către Bolșevici și a agresiunii trupelor RUMCEROD, la cerințele Congresului Militar Moldovenesc, congres ce a creat Sfatul Țării și reprezenta 300,000 de soldați moldoveni, Sfatul Țării ia decizia, prin Guvernul său, de a cere ajutor militar dela reprezentanții Antantei.
Deși a votat pentru unirea Basarabiei cu România a fost acuzat de Blocul Moldovenesc, acuzații în urma cărora și-a dat demisia, de atitudine pro-rusă și anti-unionistă.
După Unire a fost director general al Învățământului în Basarabia, senator în Parlamentul României, director  la Liceul „B.P. Hasdeu” din Chișinău, pentru ca din 1940 să se refugieze la București.